# Clavularia densum
Clavularia densum is een zachte koraalsoort uit de familie Clavulariidae. De koraalsoort komt uit het geslacht Clavularia. Clavularia densum werd in 1974 voor het eerst wetenschappelijk beschreven door Tixier-Durivault & d'Hondt. 